# Materia degenerada
Se denomina materia degenerada a aquella en la cual una fracción importante de la presión proviene del principio de exclusión de Pauli, que establece que dos fermiones no pueden tener los mismos números cuánticos. El término se usa principalmente para referirse al estado de la materia en estrellas compactas como enanas blancas o estrellas de neutrones, aunque no exclusivamente, por ejemplo el término puede aplicarse a metales modelizados como conteniendo un gas de Fermi de electrones.
Dependiendo de las condiciones, la degeneración de diferentes partículas puede contribuir a la presión de un objeto compacto, de modo que una enana blanca está sostenida por la degeneración de electrones, mientras que una estrella de neutrones no colapsa debido al efecto combinado de la presión de neutrones degenerados y la presión debida a la parte repulsiva de la interacción fuerte entre bariones.
Estas restricciones en los estados cuánticos hacen que las partículas adquieran momentos muy elevados ya que no tienen otras posiciones del espacio de fases donde situarse, se puede decir que el gas al no poder ocupar más posiciones se ve obligado a extenderse en el espacio de momentos con la limitación de la velocidad c. Así pues, al estar tan comprimida la materia los estados energéticamente bajos se ocupan rápidamente por lo que muchas partículas no tienen más remedio que colocarse en estados muy energéticos lo que conlleva una presión adicional de origen cuántico. Si la materia está lo suficientemente degenerada dicha presión dominará, con mucho, sobre todas las demás contribuciones. Esta presión es, además, independiente de la temperatura y únicamente dependiente de la densidad.
Hacen falta grandes densidades para llegar a los estados de degeneración de la materia. Para la degeneración de electrones se requerirá de una densidad en torno a los 106 g/cm³, (1000 kg/cm³) para la de los neutrones hará falta mucha más aún, aproximadamente 1014 g/cm³ (100.000.000 Toneladas/cm³).

## Tratamiento matemático de la degeneración
Para calcular el número de partículas del mundo fermiónico en función de su momento se usará la distribución de Fermi-Dirac (ver estadística de Fermi-Dirac) de la siguiente manera:

Donde n(p) es el número de partículas con momento lineal p. El coeficiente inicial 2 es la doble degeneración de espín de los fermiones. La primera fracción es el volumen del espacio de fases en un diferencial de momentos partido por el volumen de una celda en dicho espacio. La h³ es la constante de Planck al cubo que, como se ha dicho, significa el volumen de esas celdillas en las que caben hasta dos partículas con espines de positos u opuestos. El último término fraccionario es el denominado factor de llenado. K es la constante de Boltzmann, T la temperatura, Ep la energía cinética de una partícula con momento p y ψ el parámetro de degeneración que es dependiente de la densidad y la temperatura.
- El factor de llenado indica la probabilidad de que esté lleno un estado. Su valor está comprendido entre 0 (todos vacíos) y 1 (todos llenos).

- El parámetro de degeneración indica el grado de degeneración de las partículas. Si toma valores grandes y negativos la materia estará en un régimen de gas ideal. Si está próximo a 0 la degeneración se empieza a notar. Se dice que el material está parcialmente degenerado. Si el valor es grande y positivo el material está altamente degenerado. Esto sucede cuando las densidades son elevadas o también cuando las temperaturas son bajas.

De esta ecuación se pueden deducir las integrales del número de partículas, la presión que ejercen y la energía que tienen. Estas integrales solo es posible resolverlas analíticamente cuando la degeneración es completa.
El valor de la energía de las partículas dependerá de la velocidad de las partículas es decir de si se tiene un gas relativista o no. En el primer caso se usarán ya las ecuaciones de Einstein en el segundo valdrá la aproximación clásica. Como se puede ver las relaciones energía presión varían significativamente siendo mayores las presiones obtenidas con la degeneración completa no relativista. Es lógico ya que la materia relativista es más caliente.
- Materia degenerada no relativista (NR): {\displaystyle v<\!<c\qquad p=m_{e}v\qquad E_{p}={\frac {p^{2}}{2m_{e}}}\qquad U={\frac {3}{2}}P}
- Materia degenerada extremadamente relativista (ER): {\displaystyle v\simeq c\qquad p\simeq m_{e}c\qquad E_{p}\simeq pc\qquad U=3P}

Las estrellas típicas con degeneración son las enanas blancas y las enanas marrones sostenidas por electrones y las estrellas de neutrones sostenidas por neutrones degenerados. Se considera que su temperatura tiende a 0 ya que no poseen fuente de calor alguna. Supondremos dichos cuerpos con un parámetro de degeneración tendiente a +infinito.

## Gases degenerados
Los gases degenerados son gases compuestos por fermiones como electrones, protones y neutrones en lugar de moléculas de materia ordinaria. El gas de electrones en los metales ordinarios y en el interior de las enanas blancas son dos ejemplos. Siguiendo el principio de exclusión de Pauli, sólo puede haber un fermión ocupando cada estado cuántico. En un gas degenerado, todos los estados cuánticos están llenos hasta la energía de Fermi. La mayoría de las estrellas se sostienen contra su propia gravitación gracias a la presión térmica normal del gas, mientras que en las estrellas enanas blancas la fuerza de sustentación procede de la presión de degeneración del gas de electrones de su interior. En las estrellas de neutrones, las partículas degeneradas son los neutrones.
Un gas de fermiones en el que todos los estados cuánticos por debajo de un determinado nivel de energía están llenos se denomina gas de fermiones totalmente degenerado. La diferencia entre este nivel de energía y el nivel de energía más bajo se conoce como energía de Fermi.

### Degeneración de electrones
En un gas fermiónico ordinario en el que dominan los efectos térmicos, la mayoría de los niveles de energía de electrones disponibles están sin llenar y los electrones son libres de moverse a estos estados. A medida que aumenta la densidad de partículas, los electrones llenan progresivamente los estados de menor energía y los electrones adicionales se ven obligados a ocupar estados de mayor energía incluso a bajas temperaturas. Los gases degenerados se resisten fuertemente a una mayor compresión porque los electrones no pueden moverse a niveles de energía más bajos ya llenos debido al principio de exclusión de Pauli. Dado que los electrones no pueden ceder energía al pasar a estados de menor energía, no se puede extraer energía térmica. No obstante, el momento de los fermiones en el gas de fermiones genera presión, denominada "presión de degeneración".
A altas densidades, la materia se convierte en un gas degenerado cuando todos los electrones se desprenden de sus átomos. El núcleo de una estrella, una vez que se detiene la combustión del hidrógeno en las reacciones de fusión nuclear, se convierte en una colección de iones cargados positivamente, en su mayoría núcleos de helio y carbono, flotando en un mar de electrones, que han sido despojados de los núcleos. El gas degenerado es un conductor casi perfecto del calor y no obedece las leyes ordinarias de los gases. Las enanas blancas son luminosas no porque generen energía, sino porque han atrapado una gran cantidad de calor que se irradia gradualmente. El gas normal ejerce mayor presión cuando se calienta y se expande, pero la presión en un gas degenerado no depende de la temperatura. Cuando el gas se supercomprime, las partículas se colocan unas contra otras para producir un gas degenerado que se comporta más como un sólido. En los gases degenerados, la energía cinética de los electrones es bastante alta y la tasa de colisión entre electrones y otras partículas es bastante baja, por lo que los electrones degenerados pueden recorrer grandes distancias a velocidades que se aproximan a la de la luz. En lugar de la temperatura, la presión en un gas degenerado depende sólo de la velocidad de las partículas degeneradas; sin embargo, la adición de calor no aumenta la velocidad de la mayoría de los electrones, porque están atrapados en estados cuánticos completamente ocupados. La presión se incrementa sólo por la masa de las partículas, que aumenta la fuerza gravitatoria que tira de las partículas acercándolas unas a otras. Por lo tanto, el fenómeno es el contrario del que se da normalmente en la materia, donde si se aumenta la masa de la materia, el objeto se hace más grande. En el gas degenerado, al aumentar la masa, las partículas se espacian más debido a la gravedad (y aumenta la presión), por lo que el objeto se hace más pequeño. El gas degenerado puede comprimirse hasta densidades muy altas, con valores típicos del orden de 10.000 kilogramos por centímetro cúbico.
Existe un límite superior para la masa de un objeto degenerado de electrones, el límite de Chandrasekhar, más allá del cual la presión de degeneración de electrones no puede sostener el objeto contra el colapso. El límite es de aproximadamente 1,44 masas solares para objetos con composiciones típicas esperadas para estrellas enanas blancas (carbono y oxígeno con dos bariones por electrón). Este límite de masa es apropiado sólo para una estrella soportada por una presión ideal de degeneración de electrones bajo gravedad newtoniana; en relatividad general y con correcciones de Coulomb realistas, el límite de masa correspondiente es de alrededor de 1,38 masas solares. El límite también puede cambiar con la composición química del objeto, ya que afecta a la relación entre la masa y el número de electrones presentes. La rotación del objeto, que contrarresta la fuerza gravitatoria, también modifica el límite para un objeto concreto. Los objetos celestes por debajo de este límite son las estrellas enanas blancas, formadas por la contracción gradual de los núcleos de las estrellas que se quedan sin combustible. Durante esta contracción, se forma en el núcleo un gas electrón-degenerado, que proporciona suficiente presión de degeneración a medida que se comprime para resistir un mayor colapso. Por encima de este límite de masa, puede formarse en su lugar una estrella de neutrones (sustentada principalmente por la presión de degeneración de neutrones) o un agujero negro.

### Degeneración de neutrones
La degeneración de neutrones es análoga a la degeneración de electrones y se demuestra en las estrellas de neutrones, que están parcialmente sustentadas por la presión de un gas de neutrones degenerado. El colapso se produce cuando el núcleo de una enana blanca supera aproximadamente 1,44 masa solares, que es el límite de Chandrasekhar, por encima del cual el colapso no se detiene por la presión de los electrones degenerados. A medida que la estrella colapsa, la energía de Fermi de los electrones aumenta hasta el punto en que es energéticamente favorable para ellos combinarse con protones para producir neutrones (mediante desintegración beta inversa, también denominada captura de electrones). El resultado es una estrella extremadamente compacta compuesta de materia nuclear, que es predominantemente un gas de neutrones degenerados, a veces llamado neutronio, con una pequeña mezcla de gases de protones y electrones degenerados.
Los neutrones en un gas de neutrones degenerados están mucho más espaciados que los electrones en un gas de electrones degenerados porque el neutrón más masivo tiene una Longitud de onda de la materia mucho más corta a una energía dada. En el caso de las estrellas de neutrones y las enanas blancas, este fenómeno se ve agravado por el hecho de que las presiones dentro de las estrellas de neutrones son mucho mayores que las de las enanas blancas. El aumento de la presión se debe a que la compacidad de una estrella de neutrones hace que las fuerzas gravitatorias sean mucho mayores que en un cuerpo menos compacto con una masa similar. El resultado es una estrella con un diámetro del orden de una milésima parte del de una enana blanca.
Existe un límite superior para la masa de un objeto degenerado por neutrones, el límite Tolman-Oppenheimer-Volkoff, que es análogo al límite Chandrasekhar para los objetos degenerados por electrones. El límite teórico para objetos no relativistas soportados por una presión ideal de degeneración de neutrones es de sólo 0,75 masas solares; sin embargo, con modelos más realistas que incluyen la interacción bariónica, se desconoce el límite preciso, ya que depende de la ecuación de estado de la materia nuclear, para la que aún no se dispone de un modelo muy preciso. Por encima de este límite, una estrella de neutrones puede colapsar en un agujero negro o en otras posibles formas densas de materia degenerada.

### Degeneración de protones
La materia suficientemente densa que contiene protones experimenta una presión de degeneración protónica, de forma similar a la presión de degeneración electrónica en la materia electrón-degenerada: los protones confinados en un volumen suficientemente pequeño tienen una gran incertidumbre en su momento debido al Principio de incertidumbre de Heisenberg. Sin embargo, como los protones son mucho más masivos que los electrones, el mismo momento representa una velocidad mucho menor para los protones que para los electrones. Como resultado, en materia con aproximadamente el mismo número de protones y electrones, la presión de degeneración de protones es mucho menor que la presión de degeneración de electrones, y la degeneración de protones se modela normalmente como una corrección de las ecuaciones de estado de la materia degenerada por electrones.

### Degeneración de quarks
A densidades mayores que las soportadas por la degeneración de neutrones, se espera que se produzca materia de quarks. Se han propuesto varias variaciones de esta hipótesis que representan estados de quarks degenerados. La materia extraña es un gas degenerado de quarks que a menudo se supone que contiene quarks extraños además de los habituales up y down quarks. Los materiales superconductores de color son gases degenerados de quarks en los que los quarks se emparejan de forma similar al emparejamiento de Cooper en los superconductores eléctricos. Las ecuaciones de estado para las diversas formas propuestas de materia degenerada de quarks varían ampliamente, y normalmente están mal definidas, debido a la dificultad de modelar las interacciones de fuerza fuerte.
La materia degenerada en quarks puede estar presente en los núcleos de las estrellas de neutrones, dependiendo de las ecuaciones de estado de la materia degenerada en neutrones. También puede aparecer en hipotéticas estrellas de quarks, formadas por el colapso de objetos por encima del límite de masa Tolman-Oppenheimer-Volkoff para objetos degenerados de neutrones. La formación de materia degenerada de quarks en estas situaciones depende de las ecuaciones de estado tanto de la materia degenerada de neutrones como de la materia degenerada de quarks, ambas poco conocidas. Las estrellas de quarks se consideran una categoría intermedia entre las estrellas de neutrones y los agujeros negros.